# Promynoglenes silvestris
Promynoglenes silvestris är en spindelart som beskrevs av A. David Blest 1979. Promynoglenes silvestris ingår i släktet Promynoglenes och familjen täckvävarspindlar. Inga underarter finns listade i Catalogue of Life.